# Bivibranchia
Bivibranchia is een geslacht van straalvinnige vissen uit de familie van de penseelvissen (Hemiodontidae).

## Soorten
- Bivibranchia bimaculata Vari, 1985
- Bivibranchia fowleri (Steindachner, 1908)
- Bivibranchia notata Vari & Goulding, 1985
- Bivibranchia simulata Géry, Planquette & Le Bail, 1991
- Bivibranchia velox (Eigenmann & Myers, 1927)